# 京都府道207号上久世石見上里線
京都府道207号上久世石見上里線（きょうとふどう207ごう かみくぜいわみかみざとせん）は、京都府京都市南区から京都市西京区に至る一般府道である。

## 概要
京都市南区久世川原町から京都市西京区大原野上里北ノ町に至る。別名、西国街道 - 大原野道。

### 路線データ
- 起点：京都市南区久世川原町（京都府道123号水垂上桂線交点）
- 終点：京都市西京区大原野上里北ノ町（東山交差点、京都府道205号中山向日線・京都府道・大阪府道733号柚原向日線交点）

## 路線状況

### 別名
- 西国街道
- 大原野道

### バイパス
- 新西国街道（京都市南区・中久世交点 - 向日市寺戸町）

### 重複区間
- 国道171号・大阪府道・京都府道14号大阪高槻京都線（京都市南区久世殿城町・久世殿城交差点 - 京都市南区久世中久世町3丁目・中久世交差点）
- 京都府道206号向日町停車場線（向日市寺戸町・向日町駅交差点 - 向日市寺戸町・梅ノ木交差点）

## 地理

### 通過する自治体
- 京都府
  - 京都市（南区） - 向日市 - 京都市（西京区）

### 交差する道路
| 交差する道路 | 市町村名 | 市町村名 | 交差する場所      | 交差する場所      |
| --- | -------- | -------- | ----------------- | ----------------- |
| 京都府道123号水垂上桂線                                                                                           | 京都市   | 南区     | 久世川原町        | 起点              |
| 国道171号 重複区間起点 大阪府道・京都府道14号大阪高槻京都線 重複区間起点 京都府道207号上久世石見上里線 / バイパス | 京都市   | 南区     | 久世殿城町        | 久世殿城交差点    |
| 国道171号 重複区間終点 大阪府道・京都府道14号大阪高槻京都線 重複区間終点                                          | 京都市   | 南区     | 久世中久世町3丁目 | 中久世交差点      |
| 京都府道206号向日町停車場線 / 西国街道 重複区間起点                                                               | 向日市   | 向日市   | 寺戸町            | 向日町駅交差点    |
| 京都府道206号向日町停車場線 / 大原野道 重複区間終点                                                               | 向日市   | 向日市   | 寺戸町            | 梅ノ木交差点      |
| 京都府道・大阪府道67号西京高槻線 / 物集女街道                                                                     | 向日市   | 向日市   | 寺戸町            | 中垣内交差点      |
| 京都府道205号中山向日線 京都府道・大阪府道733号柚原向日線                                                         | 京都市   | 西京区   | 大原野上里北ノ町  | 東山交差点 / 終点 |

### 交差する鉄道
- 東海道新幹線
- 東海道本線
- 阪急京都本線

### 沿線
- 久世橋西詰公園
- 京都市立大薮小学校
- 南区役所 久世出張所
- 京都久世郵便局
- 京都市立久世中学校
- 京都中央信用金庫 久世支店
- 京都銀行 久世支店
- 井上電機製作所
- JR西日本東海道本線 向日町駅
- 向日町駅前郵便局
- 阪急京都本線 東向日駅
- イオンフードスタイル向日町店
- 来迎寺
- 慶昌院